# テレポート山陰
『テレポート山陰』（テレポートさんいん、TELEPORT SANIN）は、山陰放送（BSSテレビ）で平日の18:15 - 19:00に山陰地方（島根県・鳥取県）向けに放送されている夕方のローカルニュース番組。1977年4月4日に放送開始。

## 概要
1975年から1990年まで放送されたTBSテレビの『テレポートTBS6』に合わせて、TBS系列（JNN）のローカル局の一部で多く製作されていた『テレポート』を冠した番組のひとつにして、2006年4月に北海道放送（HBCテレビ）の『テレポート2000』が終了してからはTBS系列局で『テレポート』を冠する唯一かつ最後の番組。更には2018年4月に福島テレビ（FTV・福テレ、FNN系列）の『（FTV）テレポートプラス』で『テレポート』の名称が復活するまでの一時期は他系列や独立局を含めても唯一の『テレポート』を冠する番組でもあった。
放送開始以来皆無の改題履歴は、夕方のローカルワイドニュースとしては同じ1977年に夕方時間帯に移った青森放送（RABテレビ、NNN系列）の『RABニュースレーダー』や、同じ1977年4月4日に放送を開始したIBC岩手放送（IBCテレビ）の『ニュースエコー』等と共に特筆に値する。また、JNN系列のローカルワイドニュースでは2022年現在、テレビ高知（KUTV）の『イブニングKOCHI』（1971年放送開始、2019年放送終了。通算48年半）に次いで『ニュースエコー』と並ぶ長寿番組であり、山陰地方のテレビ局ではNHK鳥取・松江を含めても最長寿の夕方ローカルニュース番組でもある。また2019年10月以降、すなわち『イブニングKOCHI』放送終了後は西日本のJNN系列で唯一、『JNNニュースコープ』時代から『JNNニュースの森』→『JNNイブニング・ニュース』→『総力報道!THE NEWS』、そして現行の『Nスタ』に至るまで一度も中断することなく綿々と続いている平日夕方のニュース番組にもなった。
2009年3月30日にTBSテレビが平日 17:50 - 19:50に大型報道番組『総力報道!THE NEWS』を開始させてからは、『テレポート山陰』は同番組中の18:05 - 18:45に内包される形で継続されたが、同年9月28日に『総力報道!THE NEWS』の放送時間が18:40 - 19:50に短縮されて放送開始時刻が5分早い18:00 - 18:40に変更され、19年6か月振りに18:00からのスタートになった。また、これに先駆けて、17:00 - 17:05に予告編の『NEWS5』を放送していた。しかし、2010年3月26日に『総力報道!THE NEWS』が終了し、それに代わる報道番組として同年3月29日に『Nスタ』がスタート（BSSも16:53 - 17:45の第1部をネット。JNN全国ニュースは17:45 - 18:15）するのに伴い、放送時間が18:15 - 18:55に再度繰り下がった。
また、2010年頃には『特集テレポート』を毎月最終土曜日 11:15 - 11:45に放送していた。
2017年、放送開始40周年を迎えた。
2019年4月1日、公式YouTubeチャンネル「テレポート山陰ちゃんねる」開設。本放送終了後に「反省会」と称したライブ配信を行っている。また同時期にロゴも長年の『テレポート山陰』から『TELEPORT SANIN』に変更された（「TELEPORT」の「TELEP」の下に「SANIN」、「O」が大きめのサイズ、「RT」の下に小さく「テレポート山陰」）。
2019年9月30日より、BSSラジオにおいて平日22:00 - 22:15に『テレポート山陰 ON THE RADIO』（テレポートさんいん オン・ザ・レディオ）として、テレビ番組の音声のみの15分ダイジェスト版、時差サイマル放送で放送されている。
なお2023年9月まで使われていたスタジオセットは『JNN報道特集』末期のものであり、『アジア大会』に伴う休止期間を挟む形で同年10月中旬までセット改装を実施。同年10月23日より、9月まで『news23』で使用していたスタジオセットを流用している。

## 放送時間の変遷
| 期間          | 期間          | 放送時間                                     |
| ------------- | ------------- | -------------------------------------------- |
| 1977年4月4日  | 1990年3月30日 | 18:00 - 18:30                                |
| 1990年4月2日  | 2000年3月31日 | 18:30 - 19:00                                |
| 2000年4月3日  | 2002年3月29日 | 18:22 - 19:00                                |
| 2002年4月1日  | 2005年3月25日 | 18:19 - 18:50                                |
| 2005年3月28日 | 2009年3月27日 | 18:16 - 18:55                                |
| 2009年3月30日 | 2009年9月25日 | 18:05 - 18:45（『総力報道!THE NEWS』に内包） |
| 2009年9月28日 | 2010年3月26日 | 18:00 - 18:40                                |
| 2010年3月29日 | 2011年4月1日  | 18:15 - 18:55                                |
| 2011年4月4日  | 現在          | 18:15 - 19:00                                |

## キャスター

### 現在のキャスター
（2024年4月 - ）
- 月曜・火曜
  - 小林健和（総合司会）
  - 小崎純佳
- 水曜
  - 松原佑基
  - 小崎純佳
- 木曜
  - 秦まりな（総合司会）
  - 松原佑基
- 金曜
  - 小林健和
  - 秦まりな
  - 石川博康（金曜・天気コーナー担当、BSS所属の気象予報士）[2]

### 過去のキャスター
- 栗原康郎
- 井本智博
- 鷲見康子
- 渡部晃治
- 角谷敏朗
- 小椋英之
- 中村緑
- 長谷川洋子
- 和田季子
- 桑本充悦
- 木次真紀
- 石亀幸子
- 粟田美紗（BSS企画所属）
- 田中友香理（当時大阪テレビタレントビューロー所属）
- 山田さつき（当時大阪テレビタレントビューロー所属）
- 坪山奏子
- 中村恭子（当時大阪テレビタレントビューロー所属）
- 平川彩佳
- 岡村帆奈美
- 宇田川修一 - 2000年4月～2005年9月、2008年4月7日〜2019年3月29日　いずれも総合司会
- 森谷佳奈 - 2015年10月1日〜2019年3月29日=サブ司会（木・金）、2020年1月28日〜2020年4月22日（火・水）
- 丸山聡美 - 2019年4月4日～2020年1月24日=総合司会（木・金）、2020年1月27日～2020年5月（月・木・金）、2020年6月～2021年3月26日（水 - 金）
- 木嶋雄大

過去のフィールドキャスター等
- 木野村尚子 - フィールドキャスター
- 杉原美香 - コーナーリポーターとして出演。
- 倉内たい子 - リポーター

## 過去のコーナー
「ROAD to J」 → 「月スポ」「金スポ」
元々Jリーグ・ガイナーレ鳥取（開始当時はJFL所属だった）を応援するコーナーとして始まり、その後、bjリーグ・島根スサノオマジックなど、山陰地域全体のスポーツの話題をコーナー内で一括して取り上げることに伴いコーナータイトルを変更、現在に至る。「月スポ」は毎週月曜日に、「金スポ」は毎週金曜日に放送していた。
「そーだったのか！」
杉原美香による金曜日のレギュラーコーナー。これまでにも「街でウワサの」「行かねばなるまい」という別名の杉原コーナーがあったが、ただ単に何かを体験してワーキャーいうマンネリズムを打破すべく、2006年10月に「疑問を徹底解明するリサーチ型」にコーナーを改めた。